# Brommella casseabri
Brommella casseabri là một loài nhện trong chi Brommella, họ Dictynidae.
Loài này được Shuqiang Li miêu tả năm 2017. Tính từ định danh loài lấy theo tên viết tắt tiếng Anh của Viện Nghiên cứu Đa dạng sinh học Đông Nam Á thuộc Viện Hàn lâm Khoa học Trung Quốc (Chinese Academy of Sciences, SouthEast Asia Biodiversity Research Institute).

## Phân bố
Loài này được tìm thấy ở cao độ 355 m trong hang Dayan, thôn Dayan, 25°34.263′B 110°36.594′Đ / 25,57105°B 110,6099°Đ, huyện Hưng An, địa khu Quế Lâm, Quảng Tây, Trung Quốc.